# China Merchants Financial Center
Le China Merchants Financial Center est un gratte-ciel de 232 mètres construit en 2007 à Nankin en Chine. 